# Генрикув (Нижньосілезьке воєводство)
Генрикув (пол. Henryków, нім. Heinrichau) — село в Польщі, у гміні Зембіце Зомбковицького повіту Нижньосілезького воєводства.
Населення — 1418 осіб (2011).
У 1975-1998 роках село належало до Валбжиського воєводства.

## Демографія
Демографічна структура станом на 31 березня 2011 року:
|          | Загалом | Допрацездатний вік | Працездатний вік | Постпрацездатний вік |
| -------- | ------- | ------------------ | ---------------- | -------------------- |
| Чоловіки | 712     | 132                | 507              | 73                   |
| Жінки    | 706     | 103                | 409              | 194                  |
| Разом    | 1418    | 235                | 916              | 267                  |